# Zwieselberg
Zwieselberg is een gemeente en plaats in het Zwitserse kanton Bern, en maakt deel uit van het district Thun.
Zwieselberg telt 289 inwoners.